# Belarmino Salgado
Belarmino Salgado Martínez (ur. 27 września 1966) – kubański judoka. Olimpijczyk z Barcelony 1992, gdzie zajął dziewiąte miejsce w wadze półciężkiej.
Piąty na mistrzostwach świata w 1987, siódmy w 1989 i 1991. Startował w Pucharze Świata w 1991, 1992 i 1995. Złoty medalista igrzysk panamerykańskich w 1991 i brązowy w 1987 i 1995. Zdobył cztery medale na mistrzostwach panamerykańskich w latach 1988 - 1994. 

## Letnie Igrzyska Olimpijskie 1992
| Konkurencja | Eliminacje          | Eliminacje          | Eliminacje              | Repasaże                 | Klas. końcowa |
| Konkurencja | Przeciwnik I        | Przeciwnik II       | 1/4                     | Przeciwnik I             | Miejsce       |
| ----------- | ------------------- | ------------------- | ----------------------- | ------------------------ | ------------- |
| 95 kg       | Ilias Nikas (GRE) Z | Luigi Guido (ITA) Z | Raymond Stevens (GBR) P | Indrek Pertelson (EST) P | 9.            |